# Kelly (Carolina do Norte)
Kelly é uma Região censo-designada localizada no estado norte-americano de Carolina do Norte, no Condado de Bladen.

## Demografia
Segundo o censo norte-americano de 2000, a sua população era de 454 habitantes.

## Geografia
De acordo com o United States Census Bureau tem uma área de
30,0 km², dos quais 30,0 km² cobertos por terra e 0,0 km² cobertos por água. Kelly localiza-se a aproximadamente 18 m acima do nível do mar.

## Localidades na vizinhança
O diagrama seguinte representa as localidades num raio de 20 km ao redor de Kelly.